# Parcs nacionals de la República d'Irlanda
Els parcs nacionals de la República d'Irlanda són sis, des de 1998, el primer que es va establir fou el de Killarney el 1932. A continuació se n'han establert uns altres cinc; El més recent és el de Ballycroy, que a més, és el més gran de la República d'Irlanda amb 110 km². Per contra, el més petit és el The Burren amb només 15 km².
| Parc Nacional     | Foto              | Regió             | Superfície         | Establiment |
| ----------------- | ----------------- | ----------------- | ------------------ | ----------- |
| Ballycroy         | Ballycroy         | Comtat de Mayo    | 110 km2 (42 sq mi) | 1998        |
| Connemara         | Connemara         | Comtat de Galway  | 30 km2 (12 sq mi)  | 1990        |
| Glenveagh         | Glenveagh         | Comtat de Donegal | 57 km2 (22 sq mi)  | 1984        |
| Killarney         | Killarney         | Comtat de Kerry   | 105 km2 (41 sq mi) | 1932        |
| The Burren        | The Burren        | Comtat de Clare   | 15 km2 (5.8 sq mi) | 1998        |
| Muntanyes Wicklow | Wicklow Mountains | Comtat de Wicklow | 205 km2 (79 sq mi) | 1991        |